# Heliconius praelautus
Heliconius praelautus är en fjärilsart som beskrevs av Hans Ferdinand Emil Julius Stichel 1906. Heliconius praelautus ingår i släktet Heliconius och familjen praktfjärilar. Inga underarter finns listade i Catalogue of Life.